# Militärflugplatz Laon-Couvron

i7
i11
i13
Die Laon-Couvron Air Base (franz. Base aérienne de Laon-Couvron) war ein NATO-Militärflugplatz der United States Air Forces in Europe (USAFE) in Frankreich, dessen Wurzeln bis in die Anfänge der Fliegerei zurückreichten.
Die nach Abzug der USAFE noch bis 2012 von der französischen Armee als Quartier Mangin sur l'ancienne base de Couvron genutzte Liegenschaft liegt in der Region Hauts-de-France im Département Aisne auf dem Gebiet der Gemeinden Couvron-et-Aumencourt, Vivaise und Chéry-lès-Pouilly, etwa zehn Kilometer nordwestlich von Laon.
Hier entsteht zurzeit eine Motorsport-Rennstrecke.

## Geschichte
Auf dem Gelände errichtete die deutsche Armee bereits während der Endphase des Ersten Weltkrieges ein Flugfeld für ihre Fliegertruppe zur Luftverteidigung eines Paris-Geschützes.
In der Zeit der Hochrüstung vor Ausbruch des Zweiten Weltkrieges reaktivierte die französische Armée de l’air das frühere Flugfeld und eröffnete 1938 einen vollwertigen Militärflugplatz mit Graspiste. Er wurde Heimat der 23. Jagdgruppe, Groupement de Chasse 23, die mit Morane-Saulnier MS.406 ausgerüstet war.

### Zweiter Weltkrieg
Nach Beginn des Westfeldzugs der deutschen Wehrmacht und der Eroberung des Flugplatzes durch die deutsche Wehrmacht wurde dieser umgehend Stützpunkt taktischer Verbände der Luftwaffe zur weiteren Unterstützung der Bodenoffensive. Hierzu gehörten in der letzten Maiwoche 1940 die I. und II. Gruppe des Jagdgeschwaders 53 (I. und II./JG 53) und in den folgenden beiden Juniwochen die I. und III. Gruppe des Jagdgeschwaders 2 (I. und III./JG 2), beide ausgerüstet mit der Bf 109E. Anschließend nutzten bis in den Juli die Ju 87B der I. Gruppe des Sturzkampfgeschwaders 2 (I./St.G 2), anfangs daneben auch die der III./St.G 2, den Flugplatz Couvron.
Mit Beginn der Luftschlacht um England wurde die Basis ein Bomberstützpunkt. Das Gros des Kampfgeschwaders 77 (KG 77) war hier zwischen Juni 1940 und Februar 1941 stationiert. Das Geschwader flog anfangs die Do 17Z und später die Ju 88A. Die IV. Gruppe verblieb darüber hinaus noch bis ins Jahr 1942 in Couvron und ab Oktober 1942 lag hier noch bis in den Winter die IV. Gruppe des Kampfgeschwaders 100 (IV./KG 100) mit He 111H.
Der Flugplatz, der teilweise auch als „Fliegerhorst Crepy“ bezeichnet wurde, wurde anschließend ausgebaut, wobei er unter anderem zwei 600 m lange Betonpisten (Ausrichtung 02/20 und 10/28) erhielt. Zwischen August 1943 und Anfang April 1944 lag hier die 3. Staffel des Schlachtgeschwaders 101 (SG 101).
Später war von Mitte März bis Mitte Juni 1944 die Einsatzstaffel des Kampfgeschwaders 101 (KG 101), eine Bf109E/Ju88A-Misteleinheit hier stationiert.
Nach Beginn der alliierten Invasion in der Normandie verlegten Ju 188E der II. Gruppe des Kampfgeschwaders 2 (II./KG 2) nach Couvron, wobei ab Ende Juni nurmehr die 6. Staffel hier blieb. Anschließend operierte die II. Gruppe des Kampfgeschwaders 30 (II./KG 30), ausgerüstet mit Ju 88A, Mitte Juli 1944 für einige Tage von Couvron aus und in der zweiten Augusthälfte lag hier der Stab des Jagdgeschwaders 27 (Stab/JG 27) mit einigen Bf 109G. In diesen letzten Wochen unter deutschem Kommando wurde der Platz wiederholt Ziel alliierter Luftangriffe, insbesondere durch A-26 der Ninth Air Force der United States Army Air Forces.
Nach der Befreiung der Gegend durch die US-Armee wurde Airfield A.70, so seine alliierte Codebezeichnung, seinerseits im September 1944 Heimat der Ninth Air Force, zunächst bis zum Monatsende der 50th Fighter Group mit ihren P-47 Jagdbombern. An ihre Stelle trat im Februar 1945 die mit B-26 ausgerüstete 409th Bombardment Group, die bis in den Juni in Couvron lag. Anschließend wurde die Liegenschaft an Frankreich zurückgegeben und zunächst nicht weiter militärisch genutzt.

### Laon-Couvron Air Base
Nach Beginn des Kalten Krieges wurde der ehemalige Flugplatz als eine einer Reihe zukünftiger NATO-Basen der United States Air Force (USAF) ausgewählt. Der komplette Neubau des Flugplatzes erfolgte ab Juni 1951 inklusive einer jettauglichen Start- und Landebahn.

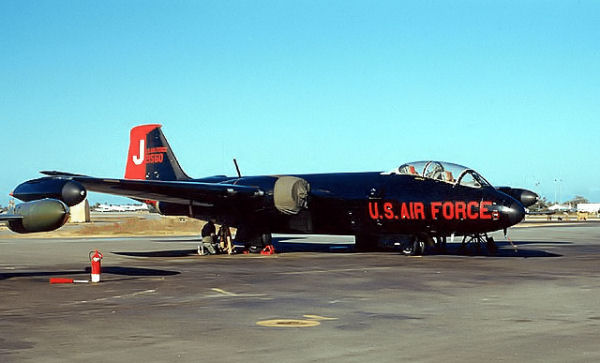
B-57B "Black Knights", 71st Light Bomber Squadron, Laon, 1957

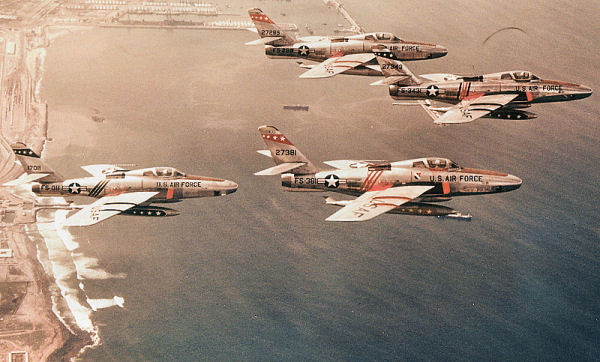
RF-84F aus Laon über Marokko, 1958

Obwohl der Neubau erst 1954 abgeschlossen wurde, begann die erneute fliegerische Nutzung durch die United States Air Forces in Europe (USAFE) bereits Ende Mai 1952. Erster Nutzer war das 126th Bombardment Wing der Air National Guard, dem drei mit B-26B/C ausgerüstete leichte Bomberstaffeln unterstanden. Flugzeuge und Ausrüstung wurden mit Jahresbeginn 1953 vor Ort vom 38th Tactical Bombardment Wing der regulären Luftstreitkräfte übernommen. Die Umrüstung auf die B-57B/C in der Nuklearrolle erfolgte ab Mai 1955 und das Geschwader unterhielt mit den "Black Knights" in Folge ein Kunstflugteam. Nach der Anordnung von Präsident de Gaulle 1958, dass alle Nuklearwaffen inklusive ihrer Trägersysteme Frankreich bis Juli 1958 zu verlassen haben, wurde das 38. Taktische Bombergeschwader Mitte Juni 1958 außer Dienst gestellt.
Neuer Hausherr wurde Anfang Juli das bisher in Sembach liegende 66th Tactical Reconnaissance Wing, wobei seine drei RF-84F-Aufklärungsstaffeln auf Grund von Instandsetzungs- und Erweiterungsarbeiten in Laon erst im folgenden September aus Phalsbourg kommend in Couvron eintrafen. Ein Teil des Geschwaders rüstete 1959 auf die RF-101C um.
In Folge des im Frühjahr 1966 verkündeten Austritts Frankreichs aus der militärischen Integration der NATO wurde das 66. Taktische Aufklärungsgeschwader im November 1966 nach Upper Heyford verlegt und die restlichen Amerikaner zogen im März 1967 ab.

### Quartier Mangin sur l'ancienne base de Couvron
Nach Abzug der USAF wurde der Flugplatz eine Kaserne der Armée de terre und in Quartier Mangin sur l'ancienne base de Couvron umbenannt.
In den folgenden Jahrzehnten wurden drei große Hangars abgerissen und an ihre Stelle traten neue Gebäude. Die fliegerische Nutzung beschränkte sich auf Kampfhubschrauber.
Das 1. Marine-Artillerieregiment, (1er régiment d'artillerie de marine) (1er RAMa) war hier zwischen 1993 und 2012 stationiert.

## Heutige Nutzung
Im Zuge der Konversion der ehemaligen Militärbasis soll hier eine Motorsport-Rennstrecke entstehen, die ursprünglich 2015 fertiggestellt werden sollte. Neben der öffentlichen Hand steuert der ehemalige Formel-1-Pilot Jonathan Palmer einen Teil der Investition bei. Nach Verzögerungen und Umplanungen soll hier ein großes Zentrum für Elektromobilität entstehen. Zentrales Element soll weiterhin eine Rennstrecke von 3,5 km sein, zusammen mit einer großen Solarenergiefläche und Flächen für verschiedene damit zusammenhängende Industrien (bspw. Fahrzeugrecycling). Die Fertigstellung ist Ende der 20er Jahre geplant. 

## Sonstiges
- Militärflugplatz Laon-Athies